# Брэшерс, Роберт
Роберт Юджин Брэшерс (англ. Robert Eugene Brashers; 13 марта 1958, Ньюпорт-Ньюс, штат Виргиния
 — 19 января 1998, Кеннет,  штат Миссури) — американский серийный убийца, совершивший серию из как минимум 3 убийств в период с 4 апреля 1990 года по 28 марта 1998 года на территории штатов Южная Каролина и Миссури. Настоящее количество жертв Брэшерса неизвестно, так как он был разоблачен в 2018 году, спустя 19 лет после своей смерти на основании ДНК-экспертизы.

## Биография
О ранних годах жизни Роберта Брэшерса известно крайне мало. Известно, что Роберт родился 13 марта 1958 года на территории города Ньюпорт-Ньюс (штат Виргиния) в семье Дулиса Брэшерса и Нэнси Брэшерс. Имел старшего брата Дулиса Брэшерса - младшего, который умер в 1979 году в возрасте 28 лет. В раннем детстве семья Роберта переехала в город Хантсвилл (штат Алабама), где Брэшерс провел свое детство и юность. В юношеские годы он не имел проблем с законом, не злоупотреблял алкогольными и наркотическими веществами. После окончания средней школы, Роберт в конце 1970-х завербовался в армию США и несколько лет прослужил на флоте. В начале 1980-х Брэшерс уволился из рядов армии США и переехал на территорию штата Луизиана, где нашел работу и жилье в городе Новый Орлеан. В середине 1980-х он покинул территорию Луизиана и переехал на территорию штата Флорида, где остановился в городе Форт-Майерс. В начале 1990-х Роберт познакомился с женщиной, которая  стала его женой и родила ему в 1992 году дочь.

## Криминальная карьера
Осенью 1985 года Роберт Брэшерс был арестован на территории округа Сент-Луси по обвинению в совершении нападения на 24-летнюю Мишель Уилкерсон. По версии следствия, 22 ноября Роберт Брэшерс на территории города Форт-Пирс встретил Уилкерсон, которая согласилась пойти с ним в бар. После вечера, проведенного в баре, Брэшерс отвез девушку на затемненную улицу рядом с цитрусовой рощей, где после совместного распития шести банок пива «Budweiser», начал склонять ее к интимной близости. Уилкерсон отказала Роберту и попыталась покинуть его автомобиль, после чего между ними в салоне автомобиля произошла драка, в ходе которой Брэшерс дважды выстрелил Уилкерсон в область шеи и головы. Несмотря на тяжесть полученных ранений, Мишель Уилкерсон осталась в сознании, сумела покинуть автомобиль Брэшерса и спрятаться в водопропускной трубе большого диаметра, которая находилась под дорогой. Потеряв из виду жертву, Роберт отправился на пляж, где выбросил пистолет в море. Во время попытки покинуть территорию пляжа, пикап Брэшерса застрял в песке, после чего он пешком отправился до оживленных улиц в поисках помощи. Уилкерсон в свою очередь смогла добраться до близлежащего жилого дома, где ей в конечном итоге была оказана медицинская помощь. Перед тем, как она была отправлена в больницу «Lawnwood Regional Medical Center», в ходе разговора с сотрудниками полиции она описала внешний вид пикапа Брэшерса, вещи и предметы, находившиеся в кабине пикапа, а также внешний вид и отличительные приметы самого Роберта. Через несколько минут, Брэшерс был задержан сотрудниками полиции после того как они получили описание подозреваемого и обнаружили его бродящим по территории пляжа в поисках помощи. После ареста ему было предъявлено обвинение в покушении на убийство первой степени, обвинение в нанесении побоев при отягчающих обстоятельствах и использовании огнестрельного оружия при совершении преступления. После ареста он был помещен в окружную тюрьму «St Lucie County Jail».
В 1986 году Брэшерс был осужден и получил в качестве уголовного наказания 12 лет лишения свободы, но получил условно-досрочное освобождение и вышел на свободу в марте 1989 года, после чего начал вести бродяжнический образ жизни. В этот период он проживал на территории штатов Южная Каролина, Теннесси, Джорджия и постоянно менял места жительства. 18 февраля 1992 года Брэшерс был арестован в округе Кобб, (штат Джорджия) по обвинению в угоне автомобиля, а также в краже и незаконном хранении оружия.  Во время обыска его автомобиля и апартаментов, полиция обнаружила сканер для прослушивания радиочастот, используемых для переговоров сотрудниками полиции, полицейскую куртку, слесарные инструменты, предназначенные для взлома замков и поддельные водительские права, выданные на территории штата Теннесси. В конечном итоге Роберт Брэшерс заключил с прокуратурой округа Кобб соглашение о признании вины. Он признал себя виновным по наиболее тяжким обвинениям в обмен на снятие обвинений в совершении менее тяжких преступлений, после чего был приговорен к 5 годам лишения свободы. Отбыв уголовное наказание полностью, Брэшерс вышел на свободу в феврале 1997 года, после чего снова начал вести бродяжнический образ жизни. В последующие два года он проживал на территории штатов Теннесси, Миссурри и Арканзас.
12 апреля 1998 года на территории города Парагулд (штат Арканзас) Брэшерс был арестован во время попытки проникновения в дом незамужней женщины, которая ранее нанимала его для выполнения ремонтных строительных работ в доме. Полиция заявила, что Брэшерс перерезал телефонные провода, ведущие к дому и был вооружен во время ареста. У него время ареста и обыска была изъята видеокамера и ряд слесарных инструментов. Брэшерс был задержан, взят под стражу, но позже был освобожден так как было достигнуто соглашение о примирении сторон в связи с заявлением его потенциальной жертвы, которая заявила, что Роберт загладил вред, причиненный ей им.

## Смерть
13 января 1999 года сотрудники полиции на парковке мотеля «Super 8» на территории города Кеннетт (штат Миссури) обнаружили автомобиль, который  являлся угнанным. После разговора с персоналом мотеля, офицеры полиции установили, что на автомобиле прибыл в мотель днями ранее Роберт Брэшерс вместе со своей семьей. Сотрудники полиции взломали дверь в его комнате и обнаружили Брэшерса  под кроватью с заряженным пистолетом. Во время попытки задержания Брэшерс оказал ожесточенное сопротивление и открыл стрельбу из пистолета, после чего офицеры полиции покинули его комнату и вызвали подкрепление. В течение следующих нескольких минут территория мотеля была окружена полицейскими автомобилями, а Брэшерс взял в заложники свою жену, дочь и двух падчериц. После четырех часов переговоров, Брэшерс отпустил заложников и совершил попытку самоубийства, выстрелив себе в голову. Он оставался жив еще в течение шести дней, но из-за осложнений умер 19 января того же года в местной больнице. Его смерть впоследствии была признана самоубийством.

## Разоблачение
Роберт Брэшерс попал в число подозреваемых в совершении убийств и совершении ряда изнасилований девушек и женщин в 2018 году, когда с помощью публичных сайтов генетической генеалогии специалистам по генеалогии удалось обнаружить совпадение генотипического профиля одного из жителя штата Алабамы с генотипическим профилем человека, который совершил ряд убийств и изнасилований, первое из которых произошло в 1990 году. Круг подозреваемых впоследствии сузился до нескольких человек,  все которые являлись родственниками Роберта Брэшерса. Они согласились пройти ДНК-экспертизу, по результатам которой были исключены из числа подозреваемых,  прежде  прежде чем единственным подозреваемым остался Роберт Брэшерс. Прокуратура округов Нью-Мадрид и Пемискот (штат Миссури) подала ходатайство в суд о разрешении извлечения трупа Брэшерса из его могилы, которое было удовлетворено. 27 сентября 2018 года гроб с останками Роберта Брэшерса был эксгумирован по решению суда на одном из кладбищ города Парагулд  (штат Арканзас). Из его костей была выделена ДНК.
В ходе ДНК-экспертизы было установлено, что его генотипический профиль полностью совпадает с генотипическим профилем преступника. Таким образом была установлена причастность Брэшерса к совершению убийства 28-летней Женевьев Зитрицки, которая была изнасилована и задушена в своей квартире 4 апреля 1990 года на территории города Гринвилл (штат Южная Каролина). Следствие установило, что женщина была убита в своей спальне, после чего убийца затащил ее  мертвое тело в ванну и погрузил в воду. На зеркале в комнате он оставил надпись: «don't fuck with my family» (один из вариантов перевода:не разрушай мою семью. В ходе расследования полицией на месте обнаружения трупа женщины были обнаружены биологические следы ее убийцы. В 1995 году этот образец ДНК был внесен в единую национальную базы данных ДНК (CODIS), в которой хранятся генотипические профили ДНК преступников и людей пропавших без вести. В 2009 году сюжет о убийстве Зитрицки был показан по национальному телевидению в известной телепередаче «Их разыскивает Америка». Следствие установило, что на момент совершения убийства Брэшерс также прошивал в Гринсвилле недалеко от дома Женевьев Зитрицки.
Также Роберт Брэшерс был связан посредством результатов ДНК-экспертизы с двойным убийством. 12 марта 1998 года Брэшерс на территории города Портеджвилл (штат Миссурри) проник в дом 38-летней Шерри Шерер, после чего совершил нападение на нее и ее 12-летнюю дочь Меган. В ходе нападения Брэшерс связал своих жертв, после чего изнасиловал 12-летнюю Меган. В конечном итоге Брэшерс застрелил Меган и Шерри Шерер. В тот же день, спустя два часа, по версии следствия Роберт оказался на территории города Дайерсбург (штат Теннесси), где проникнул  еще в один дом.  Он попытался совершить нападению на 25-летнюю женщину, но жертва оказала преступнику ожесточенное сопротивление, после чего Брэшерс выстрелил в нее и сбежал с места совершения преступления. Женщина осталась в живых и впоследствии дала полиции описание внешности преступника. На месте преступления не было обнаружено никаких биологических следов преступника, но криминалистическо-баллистическая экспертиза установила, что в совершении нападения на эту женщину, а также в совершении убийств Шерри Шерер и ее дочери был использован один и тот же пистолет, который находился у Роберта Брэшерса. Последнее известное следствию преступление Брэшерс совершил  11 марта 1997 года в городе Мемфис (штат Теннесси). Его жертвой оказалась 11-летняя девочка, которую он изнасиловал, но оставил в живых.
В феврале 2019 года дочь Роберта Брэшерса - 27-летняя Дебора дала интервью журналистам, во время которого поведали некоторые детали биографии своего отца. Дебора Брэшерс  родилась в 1992 году незадолго до осуждения Роберта и заявила о том, что впервые увидела своего отца в начале 1997 года после того, как он отбыл уголовное наказание. По словам женщины, в последующие два года Роберт проживал вместе с ней, ее матерью и двумя ее сводными сестрами. Дебора утверждала, что в этот период Брэшерс несколько раз демонстрировал агрессию по отношению к ее матери и остальным членам семьи, но в целом он не был замечен в проявлении девиантного поведения. Дебора склонялась к версии, что ее мать Дороти, которая умерла в декабре 2018 года в возрасте 53 лет, будучи женой Роберта Брэшерса знала о его криминальной деятельности. По словам Деборы, психическое состояние ее отца резко ухудшилось после ареста в апреле 1998 года, после чего ее мать требовала от нее и от других детей называть его другим именем и старалась любыми способами не выпускать его из дома. Дочь Брэшерса заявила, что ее отец работал в строительной фирме и мог отсутствовать в доме на протяжении нескольких недель, во время которых совершал убийства и изнасилования.